# Átila de Carvalho
Átila de Carvalho conosciuto solo come Átila (Rio de Janeiro, 16 dicembre 1910 – ...) è stato un calciatore brasiliano, di ruolo attaccante.

## Carriera

### Club
Átila trascorse i primi anni della sua carriera nell'América di Rio e nel 1933 passò al Botafogo, squadra dove chiuse la carriera nel 1938.

### Nazionale
Con la Nazionale brasiliana, Átila partecipò ai Mondiali 1934 senza però disputare nessuna partita in quanto riserva.

## Palmarès

### Club
- Campionato Carioca: 3

América: 1931
Botafogo: 1933, 1934